# Haaland936
Haaland936 (* 2. September 2006) ist ein deutscher Rapper aus Frankfurt-Sossenheim.

## Leben
Haaland936 veröffentlichte Mitte 2023 seine erste Single City Cathargo im Rahmen der ersten Staffel der Frankfurter Rap-Castingshow Rap La Rue. Sein Künstlername spielt auf den Stadtteil Frankfurt-Sossenheim an, dessen Postleitzahl 65936 ist. Die Single erreichte innerhalb kurzer Zeit eine Million Streams. Er gehörte zum Label Seitenaufnull von SadiQ. Es folgte im September die Single Nazaré. Mit dieser Single wurde er beim Online-Musikmagazin Diffus am 7. September 2023 „Empfehlung des Tages“.
Im Anschluss unterschrieb der Newcomer bei Dope (Epic Records). Sein erster Charteinstieg gelang ihm mit Runde 3 des Wettbewerbs Rap La Rue zusammen mit Aymen und Amo auf Platz 97 der deutschen Singlecharts. Runde 4 zusammen mit Ilo 7araga brachte Platz 77 und Baile mit Kauta x Amo Platz 58. Mit Olexesh veröffentlichte er die Single Nach vorne, die auf Platz 81 einstieg. Den höchsten Charteinstieg hatte er auf Platz 4 mit der Single Junge Baller in Kooperation mit 6PM Records, Ski Aggu und Sira.

## Musikstil und Image
Haaland936 rappt über moderne Beats im Stile von französischem Rap mit arabesquen Einflüssen. Die Lieder sind melodiös und weichen vom Straßenrap seines Labels ab. Haaland936 trägt wallendes, langes Haar und wird sowohl wegen seiner Optik als auch seinem Flow mit Apache 207 verglichen.

## Diskografie
Singles

| Jahr | Titel Album          | Höchstplatzierung, Gesamtwochen, AuszeichnungChartplatzierungen (Jahr, Titel, Album, Platzierungen, Wochen, Auszeichnungen, Anmerkungen) | Höchstplatzierung, Gesamtwochen, AuszeichnungChartplatzierungen (Jahr, Titel, Album, Platzierungen, Wochen, Auszeichnungen, Anmerkungen) | Höchstplatzierung, Gesamtwochen, AuszeichnungChartplatzierungen (Jahr, Titel, Album, Platzierungen, Wochen, Auszeichnungen, Anmerkungen) | Anmerkungen                                                                   |
| Jahr | Titel Album          | DE | AT | CH | Anmerkungen                                                                   |
| ---- | -------------------- | --- | --- | --- | ----------------------------------------------------------------------------- |
| 2024 | Champions League –   | DE97 (1 Wo.)DE | — | — | Erstveröffentlichung: 11. Januar 2024 mit Amo & Aymen                         |
| 2024 | Paff paff –          | DE77 (1 Wo.)DE | — | — | Erstveröffentlichung: 22. Februar 2024 mit Ilo 7araga                         |
| 2024 | Baile –              | DE51 (8 Wo.)DE | — | — | Erstveröffentlichung: 7. März 2024 mit Amo & Kauta                            |
| 2024 | Nach vorne –         | DE81 (1 Wo.)DE | — | — | Erstveröffentlichung: 14. März 2024 mit Olexesh                               |
| 2024 | Eredivisie –         | DE21 (4 Wo.)DE | AT35 (2 Wo.)AT | CH40 (2 Wo.)CH | Erstveröffentlichung: 29. März 2024 mit Amo                                   |
| 2024 | Rattenhaut –         | DE47 (2 Wo.)DE | — | — | Erstveröffentlichung: 4. April 2024                                           |
| 2024 | Gefangen –           | DE68 (1 Wo.)DE | — | — | Erstveröffentlichung: 5. April 2024 mit Aymen                                 |
| 2024 | Rap La Rue Connect – | DE94 (1 Wo.)DE | — | — | Erstveröffentlichung: 19. April 2024 mit Amo, Aymen, Brel, Ilo 7araga & Kauta |
| 2024 | Tatütata –           | DE— aDE | — | — | Erstveröffentlichung: 19. April 2024                                          |
| 2024 | Steiniger Weg –      | DE— bDE | — | — | Erstveröffentlichung: 10. Mai 2024 mit Aymen                                  |
| 2024 | Rabona –             | DE88 (1 Wo.)DE | — | — | Erstveröffentlichung: 17. Mai 2024 mit SadiQ                                  |
| 2024 | Junge Baller –       | DE4 (14 Wo.)DE | AT8 (8 Wo.)AT | CH21 (5 Wo.)CH | Erstveröffentlichung: 6. Juni 2024 mit 6PM Records, Ski Aggu & Sira           |
| 2024 | Was ist da los?! –   | DE— cDE | — | — | Erstveröffentlichung: 5. Juli 2024 mit Noah                                   |
| 2025 | Coração –            | DE31 (… Wo.)DE | — | — | Erstveröffentlichung: 12. Juni 2025 mit Amo                                   |